# Lonesome Cove
Lonesome Cove est une localité, située sur l’île de Terre-Neuve, dans la province de Terre-Neuve-et-Labrador, au Canada.